# NDS集团
NDS集团（NASDAQ：NNDS）是生产DRM和条件接收系统的公司。主要股东是新闻集团（News Corporation）。公司总部位于英国。

## 主要产品
NDS的主要产品是VideoGuard条件接收系统，该系统在很多新闻集团的数字卫星电视上提供加密服务，同时也给其他非新闻集团拥有的卫星数字电视提供加密服务。作为产品的扩展，VideoGuard也用于宽带IPTV、移动电视和有线电视解决方案中。
截至2005年底，NDS有超过6100万的活跃智能卡，NDS也提供XTV PVR/DVR产品，同时有超过200万的机顶盒提供服务。
NDS也提供交互电视应用、平台及开发工具。NDS拥有2700个雇员。分布在英国、以色列、美国、法国、印度、丹麦、韩国、中国大陆、中国香港以及澳大利亚。